# Конфигурационное пространство (топология)

Конфигурационное пространство двухэлементных подмножеств окружности гомеоморфно внутренности ленты Мёбиуса

Конфигурационное пространство в топологии — множество наборов различных точек заданного топологического пространства.
Выделяют два типа конфигурационных пространств: пространство {\displaystyle \operatorname {Conf} _{n}(M)} упорядоченных наборов {\displaystyle n} различных точек данного пространства {\displaystyle M} и пространство {\displaystyle \operatorname {UConf} _{n}(M)} неупорядоченных наборов его {\displaystyle n} различных точек, где {\displaystyle n\geq 1}.

## Введение
Понятие конфигурационного пространства естественно возникает во множестве областей математики и её приложений.
Конфигурационные пространства поверхностей, таких как евклидова плоскость {\displaystyle \mathbb {R} ^{2}} и сфера {\displaystyle S^{2}}, тесно связаны с теорией кос и пространствами модулей. Кроме того, конфигурационные пространства многообразий возникают в различных задачах алгебраической топологии и могут быть использованы для гомотопической аппроксимации пространств непрерывных отображений. Широкие приложения допускает задача вычисления гомотопических типов конфигурационных пространств.
Например, пространство {\displaystyle \operatorname {Conf} _{n}(\mathbb {R} ^{3})} наборов различных точек евклидова пространства {\displaystyle \mathbb {R} ^{3}} является естественным контекстом гравитационной задачи {\displaystyle n} тел. Так, существование периодических решений соответствующей гамильтоновой системы может быть получено путём изучения категории Люстерника — Шнирельмана и ряда Пуанкаре пространства петель {\displaystyle \Omega \operatorname {Conf} _{n}(\mathbb {R} ^{3})}.
Конфигурационные пространства возникают в задачах, известных под общим именем «Тринадцатая проблема Гильберта», а именно, в задаче представления (многозначных) алгебраических функций от нескольких переменных в виде композиции функций меньшего числа переменных. Классическим примером результата в данном направлении является утверждение о том, что при {\displaystyle n\geq 4} функция, сопоставляющая набору {\displaystyle (a_{1},a_{2},\ldots ,a_{n})} комплексных чисел множество из {\displaystyle n} корней многочлена
{\displaystyle z^{n}+a_{1}z^{n-1}+\ldots +a_{n-1}z+a_{n}},
не может быть представлена в виде композиции функций меньшего чем {\displaystyle n-1} числа переменных. В 1970 году Владимир Игоревич Арнольд предложил подход к этой задаче, основанный на подсчёте групп когомологий конфигурационного пространства {\displaystyle \operatorname {Conf} _{n}(\mathbb {R} ^{2})} плоскости {\displaystyle \mathbb {R} ^{2}}, и доказал данное утверждение в случае, если число {\displaystyle n} является степенью двойки.
Родственным к данному является естественное возникновение конфигурационных пространств в теории накрытий. Так, каждое {\displaystyle n}-листное накрытие {\displaystyle p\colon X\to Y} задаёт непрерывное отображение {\displaystyle Y\to \operatorname {UConf} _{n}(X)}, сопоставляющее точке {\displaystyle y\in Y} её полный прообраз {\displaystyle p^{-1}(y)}. Данное отображение индуцирует гомоморфизм фундаментальных групп
{\displaystyle p_{*}\colon \pi _{1}(Y)\to B_{n}(X)},
где {\displaystyle B_{n}(X):=\pi _{1}(\operatorname {UConf} _{n}(X))} — так называемая группа кос топологического пространства {\displaystyle X}. Этот гомоморфизм является важным инвариантом накрытия {\displaystyle p}.

## Определение
Конфигурационное пространство упорядоченных наборов {\displaystyle n} различных точек топологического пространства {\displaystyle M} — это множество {\displaystyle n}-компонентных кортежей попарно различных элементов из {\displaystyle M}, то есть подмножество
{\displaystyle \operatorname {Conf} _{n}(M):=\{(x_{1},x_{2},\ldots ,x_{n})\in M^{n}\mid x_{i}\neq x_{j}} для всех {\displaystyle i\neq j\}}
декартовой степени {\displaystyle M^{n}}, рассматриваемое с топологией, индуцированной с топологии произведения на {\displaystyle M^{n}}. Также используются обозначения {\displaystyle \operatorname {Conf} (M,n)}, {\displaystyle {\mathcal {C}}^{n}(M)} и {\displaystyle \mathbb {F} _{n}(M)}.
Конфигурационное пространство неупорядоченных наборов {\displaystyle n} различных точек топологического пространства {\displaystyle M} — это пространство {\displaystyle \operatorname {UConf} _{n}(M)} его {\displaystyle n}-элементных подмножеств. Иными словами, это факторпространство пространства {\displaystyle \operatorname {Conf} _{n}(M)} по отношению, при котором два кортежа эквивалентны, если один может быть получен из другого перестановкой компонент. Также используются обозначения
{\displaystyle \operatorname {Conf} (M,n)/S_{n}},
{\displaystyle {\mathcal {UC}}^{n}(M)} и {\displaystyle \mathbb {F} _{n}(M)/S_{n}}.
В вырожденном случае {\displaystyle n=1} имеются равенства {\displaystyle \operatorname {Conf} _{1}(M)=\operatorname {UConf} _{1}(M)=M}.
В литературе также встречаются следующие модификации предыдущих конструкций.
Пространство конечных упорядоченных наборов различных точек топологического пространства {\displaystyle M} — это дизъюнктное объединение
{\displaystyle \operatorname {Conf} _{<\infty }(M):=\coprod _{n\geq 0}\operatorname {Conf} _{n}(M)}.
Пространство конечных подмножеств топологического пространства {\displaystyle M} — это дизъюнктное объединение
{\displaystyle \operatorname {UConf} _{<\infty }(M):=\coprod _{n\geq 0}\operatorname {UConf} _{n}(M)}.

## Свойства
Конфигурационные пространства гомеоморфных топологических пространств гомеоморфны.
В случае, если {\displaystyle M} является топологическим многообразием (возможно, с непустым краем) размерности {\displaystyle m}, пространства {\displaystyle \operatorname {Conf} _{n}(M)} и {\displaystyle \operatorname {UConf} _{n}(M)} являются многообразиями размерности {\displaystyle n\cdot m}. Кроме того, если {\displaystyle M} связно и {\displaystyle m\geq 2}, то оба пространства {\displaystyle \operatorname {Conf} _{n}(M)} и {\displaystyle \operatorname {UConf} _{n}(M)} связны.
Каноническая проекция {\displaystyle \pi \colon \operatorname {Conf} _{n}(M)\to \operatorname {UConf} _{n}(M)} совпадает с канонической проекцией на факторпространство пространства {\displaystyle \operatorname {Conf} _{n}(M)} по следующему действию симметрической группы:
{\displaystyle {\begin{aligned}S_{n}\times \operatorname {Conf} _{n}(M)&\longrightarrow \operatorname {Conf} _{n}(M)\\(\sigma ,x)&\longmapsto \sigma (x)=(x_{\sigma (1)},x_{\sigma (2)},\ldots ,x_{\sigma (n)})\end{aligned}}}.
Поскольку данное действие непрерывно и вполне разрывно, отображение {\displaystyle \pi } является накрытием, причем регулярным. Число его листов равно порядку группы {\displaystyle S_{n}}, то есть {\displaystyle n!}.

## Евклидовы пространства
Конфигурационные пространства некоторых евклидовых пространств можно описать в следующих элементарных терминах.

### Прямая
Вещественная прямая {\displaystyle \mathbb {R} } гомеоморфна единичному интервалу {\displaystyle (0,1)}, поэтому для изучения структуры конфигурационных пространств прямой достаточно рассматривать конфигурационные пространства такого интервала. Они, в свою очередь, допускают следующие описания.

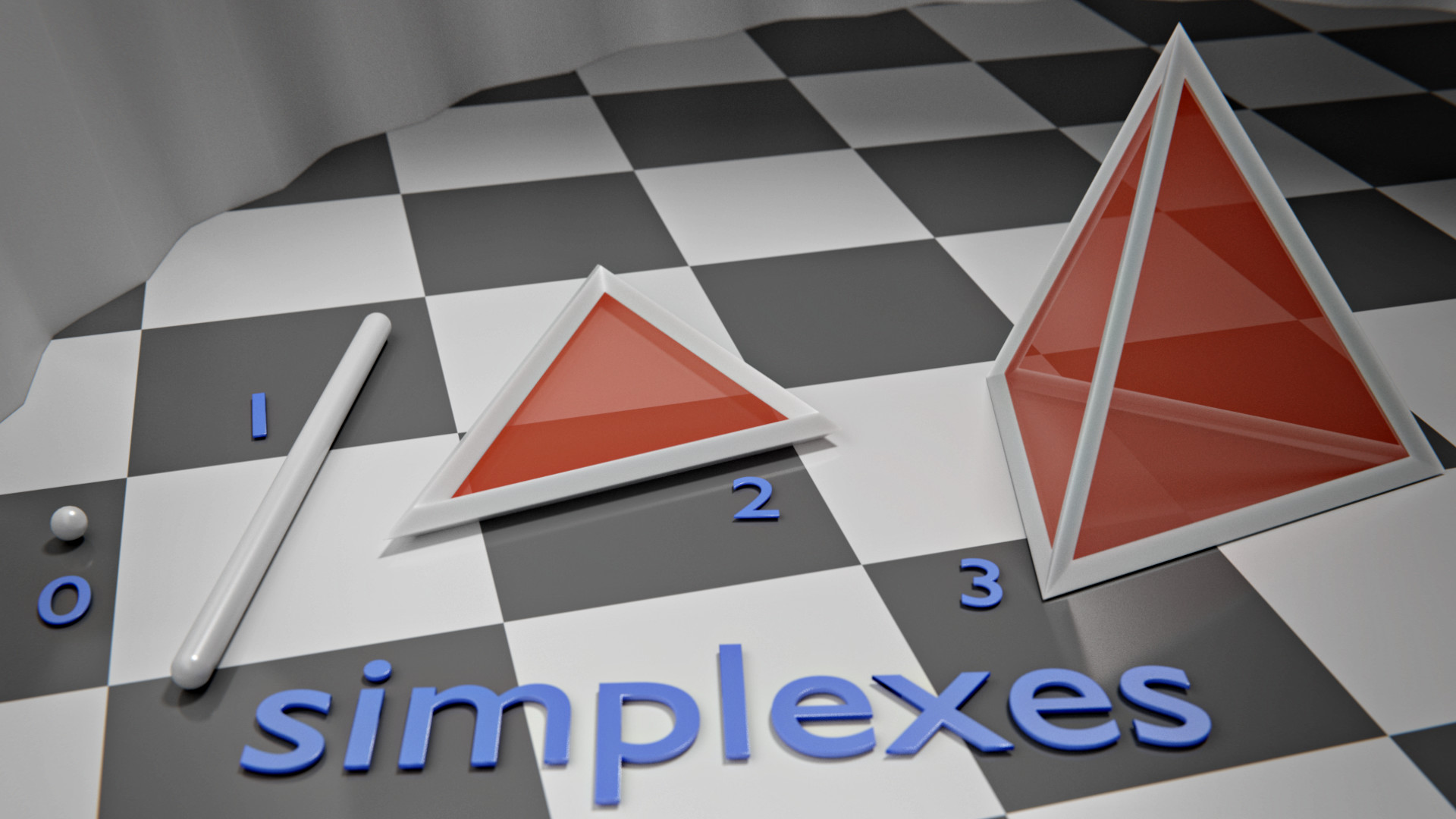
Симплексы размерности от нуля до трёх: точка, отрезок, треугольник и тетраэдр

Каждый элемент пространства {\displaystyle \operatorname {UConf} _{n}((0,1))} неупорядоченных наборов {\displaystyle n} различных точек интервала {\displaystyle (0,1)} задаётся такой последовательностью {\displaystyle (s_{1},s_{2},\ldots ,s_{n})} вещественных чисел, что
{\displaystyle 0<s_{1}<s_{2}<\ldots <s_{n}<1}.
Непосредственно из его определения следует, что такая последовательность соответствует внутренней точке симплекса размерности {\displaystyle n}, причем данная кодировка непрерывно зависит от исходной последовательности. Таким образом, пространство {\displaystyle \operatorname {UConf} _{n}((0,1))} гомеоморфно внутренности {\displaystyle n}-мерного симплекса. Например, пространство {\displaystyle \operatorname {UConf} _{2}((0,1))} гомеоморфно внутренности треугольника, а пространство {\displaystyle \operatorname {UConf} _{3}((0,1))} — внутренности тетраэдра.
Каждый неупорядоченный набор {\displaystyle n} различных точек единичного интервала {\displaystyle (0,1)} можно упорядочить ровно {\displaystyle n!} способами. Таким образом, пространство {\displaystyle \operatorname {Conf} _{n}((0,1))} гомеоморфно дизъюнктному объединению {\displaystyle n!} копий пространства {\displaystyle \operatorname {UConf} _{n}((0,1))}.
В частности, каждая компонента связности пространств {\displaystyle \operatorname {Conf} _{n}((0,1))} и {\displaystyle \operatorname {UConf} _{n}((0,1))} стягиваема.
Более того, в обоих случаях множество конфигураций, в которых соседние точки (вместе с точками {\displaystyle 0} и {\displaystyle 1}) равноудалены друг от друга, является деформационным ретрактом объемлющего пространства: каждый «неровный» набор может быть деформирован в «ровный» путём равномерного расталкивания или сближения его элементов.

### Пары точек в евклидовых пространствах
Пара {\displaystyle (x,y)} различных точек на плоскости {\displaystyle \mathbb {R} ^{2}} однозначно определяется первой точкой {\displaystyle x\in \mathbb {R} ^{2}} и вектором {\displaystyle y-x\in \mathbb {R} ^{2}\backslash \{0\}}, отвечающем за расположение второй точки относительно первой. Данная кодировка непрерывно зависит от исходной пары точек. Следовательно, конфигурационное пространство таких точек гомеоморфно произведению плоскости и проколотой плоскости:
{\displaystyle \operatorname {Conf} _{2}(\mathbb {R} ^{2})\cong \mathbb {R} ^{2}\times \mathbb {R} ^{2}\backslash \{0\}}.
Данный подход обобщается на произвольное евклидово пространство {\displaystyle \mathbb {R} ^{m}}. А именно, отображение {\displaystyle (x,y)\mapsto (x,y-x)} устанавливает гомеоморфизм
{\displaystyle \operatorname {Conf} _{2}(\mathbb {R} ^{m})\cong \mathbb {R} ^{m}\times (\mathbb {R} ^{m}\backslash \{0\})}.
В общем случае {\displaystyle n\geq 2} отображение
{\displaystyle (x_{1},x_{2},\ldots ,x_{n})\mapsto (x_{1},x_{1}-x_{2},x_{1}-x_{3},\ldots ,x_{1}-x_{n})}
устанавливает гомеоморфизм
{\displaystyle \operatorname {Conf} _{n}(\mathbb {R} ^{m})\cong \mathbb {R} ^{m}\times \operatorname {Conf} _{n-1}(\mathbb {R} ^{m}\backslash \{0\})}.

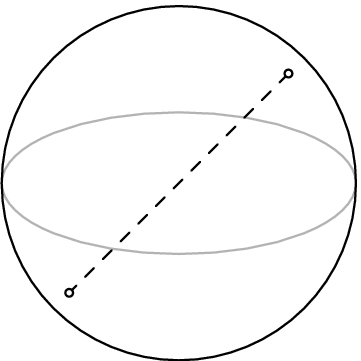
Пространство прямых, проходящих через заданную точку в, гомеоморфно вещественной проективной плоскости

Похожую кодировку допускает пространство {\displaystyle \operatorname {UConf} _{2}(\mathbb {R} ^{m})} двухэлементных подмножеств евклидова пространства {\displaystyle \mathbb {R} ^{m}}. Так, подобные подмножества {\displaystyle \{x,y\}} однозначно определяются своим центром масс {\displaystyle (x+y)/2\in \mathbb {R} ^{m}}, расстоянием {\displaystyle |x-y|\in (0,\infty )} и прямой, проходящей через эти точки, которая представляет собой элемент {\displaystyle \langle x-y\rangle \in \mathbb {R} P^{m-1}} вещественного проективного пространства размерности {\displaystyle m-1}. Таким образом,
{\displaystyle \operatorname {UConf} _{2}(\mathbb {R} ^{m})\cong \mathbb {R} ^{m}\times (0,\infty )\times \mathbb {R} P^{m-1}\cong \mathbb {R} ^{m+1}\times \mathbb {R} P^{m-1}}.
В частности, пространства {\displaystyle \operatorname {Conf} _{2}(\mathbb {R} ^{m})} и {\displaystyle \operatorname {UConf} _{2}(\mathbb {R} ^{m})} гомотопически эквивалентны, соответственно, пространствам {\displaystyle S^{m-1}} и {\displaystyle \mathbb {R} P^{m-1}}.

### Плоскость
Конфигурационное пространство {\displaystyle \operatorname {UConf} _{n}(\mathbb {R} ^{2})} неупорядоченных наборов {\displaystyle n} различных точек плоскости {\displaystyle \mathbb {R} ^{2}} допускает следующую интерпретацию в терминах многочленов без кратных корней, предложенную Владимиром Игоревичем Арнольдом в его работе 1970 года.
Отождествим плоскость {\displaystyle \mathbb {R} ^{2}} с комплексной плоскостью {\displaystyle \mathbb {C} }. Множество всех приведённых многочленов степени {\displaystyle n} одной комплексной переменной, то есть многочленов вида
{\displaystyle z^{n}+a_{1}z^{n-1}+a_{2}z^{n-2}+\ldots +a_{n-1}z+a_{n}},
где {\displaystyle a_{1},\ldots ,a_{n}\in \mathbb {C} }, может быть отождествлено с произведением {\displaystyle \mathbb {C} ^{n}}. Согласно основной теореме алгебры, сопоставление набору {\displaystyle (x_{1},x_{2},\ldots ,x_{n})} комплексных чисел многочлена
{\displaystyle (z-x_{1})(z-x_{2})\cdot \ldots \cdot (z-x_{n})}
задаёт сюръективное отображение произведения {\displaystyle \mathbb {C} ^{n}} в пространство таких многочленов. В терминах предыдущего отождествления оно может быть задано формулой
{\displaystyle (x_{1},x_{2},\ldots ,x_{n})\mapsto (p_{1},p_{2},\ldots ,p_{n})},
где {\displaystyle p_{k}} — значение элементарного симметрического многочлена степени {\displaystyle k} от {\displaystyle n} переменных на кортеже {\displaystyle (x_{1},x_{2},\ldots ,x_{n})}. Образом сужения этого отображения на конфигурационное пространство {\displaystyle \operatorname {Conf} _{n}(\mathbb {C} )} является множество многочленов без кратных корней. Данное сужение индуцирует гомеоморфизм между конфигурационным пространством {\displaystyle \operatorname {UConf} _{n}(\mathbb {C} )} и множеством приведённых многочленов степени {\displaystyle n} без кратных корней одной комплексной переменной.
Изучение свойств гомеоморфизма, обратного к указанному выше, является одной из основных тем в классической теории Галуа.

### Тройки точек на плоскости

Конфигурационное пространство гомотопически эквивалентно дополнению узла трилистника

Конфигурационное пространство {\displaystyle \operatorname {UConf} _{3}(\mathbb {C} )} трёхэлементных подмножеств комплексной плоскости и внутренность дополнения узла трилистника гомотопически эквивалентны. Данная гомотопическая эквивалентность может быть установлена следующим образом.
Как отмечено выше, пространство {\displaystyle \operatorname {UConf} _{3}(\mathbb {C} )} гомеоморфно пространству кубических приведённых многочленов одной комплексной переменной, не имеющих кратных корней: конфигурации {\displaystyle \{a,b,c\}\subset \mathbb {C} } соответствует многочлен
{\displaystyle f(z):=(z-a)(z-b)(z-c)=z^{3}-(a+b+c)z^{2}+(ab+ac+bc)z-abc}.
Подпространство многочленов вида {\displaystyle z^{3}+pz+q}, где {\displaystyle p,q\in \mathbb {C} }, является деформационным ретрактом объемлющего пространства многочленов. А именно, искомая деформация многочленов переносит центр масс их корней в начало координат и задаётся формулой
{\displaystyle f(z)\mapsto f_{t}(z):=f(z+t(a+b+c)/3)}.
Многочлен вида {\displaystyle z^{3}+pz+q} не имеет кратных корней тогда и только тогда, когда его дискриминант {\displaystyle -4p^{3}-27q^{2}} не равен нулю. Поэтому пространство таких многочленов гомеоморфно подпространству
{\displaystyle X:=\{(p,q)\in \mathbb {C} ^{2}\mid 4p^{3}+27q^{2}\neq 0\}}
пространства {\displaystyle \mathbb {C} ^{2}}. Далее, пространство
{\displaystyle Y:=\{(p,q)\in \mathbb {C} ^{2}\mid 4p^{3}+27q^{2}\neq 0,\ |p|^{2}+|q|^{2}=1\}}
является деформационным ретрактом пространства {\displaystyle X}. А именно, искомая ретракция представляет собой «подкрученную» радиальную проекцию вида {\displaystyle (x,y)\mapsto (\lambda ^{2}\cdot x,\lambda ^{3}\cdot y)}, где {\displaystyle \lambda \in \mathbb {C} } — определённая константа.
Поскольку уравнение {\displaystyle 4p^{3}+27q^{2}=0} высекает в трёхмерной сфере
{\displaystyle S^{3}=\{(p,q)\in \mathbb {C} ^{2}:|p|^{2}+|q|^{2}=1\}}
узел трилистник, пространство {\displaystyle Y} совпадает со внутренностью его дополнения.

## Сферы

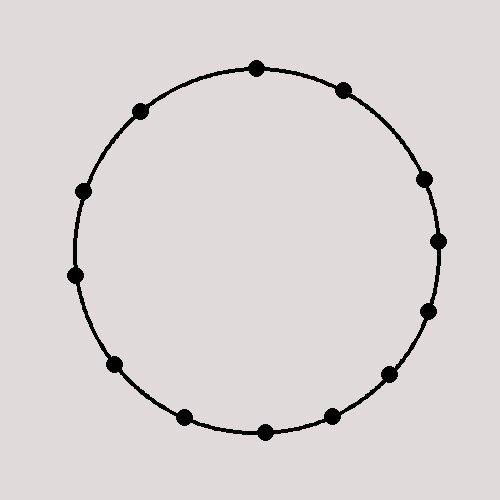
Неупорядоченный набор различных точек на окружности

Конфигурационное пространство гомеоморфно касательному пространству окружности и гомеоморфно произведению

### Окружность
Конфигурационное пространство {\displaystyle \operatorname {Conf} _{n}(S^{1})} окружности допускает следующее описание в терминах конфигурационного пространства {\displaystyle \operatorname {Conf} _{n-1}((0,1))} интервала.
Введём на окружности {\displaystyle S^{1}} координаты, отождествив её со стандартной единичной окружностью на комплексной плоскости. Тогда отображение
{\displaystyle (z,s_{1},\ldots ,s_{n-1})\mapsto (z,z\cdot e^{2\pi is_{1}},\ldots ,z\cdot e^{2\pi is_{n-1}})}
осуществляет гомеоморфизм {\displaystyle S^{1}\times \operatorname {Conf} _{n-1}((0,1))\to \operatorname {Conf} _{n}(S^{1})}. Таким образом, конфигурационное пространство упорядоченных наборов {\displaystyle n} различных точек окружности гомеоморфно произведению окружности и дизъюнктного объединения {\displaystyle (n-1)!} копий открытых симплексов размерности {\displaystyle n-1}.
В частности, пространство {\displaystyle \operatorname {Conf} _{n}(S^{1})} гомотопически эквивалентно дизъюнктному объединению окружностей. Точнее, подобно случаю интервала, множество конфигураций, расположенных в форме правильного многоугольника, является деформационным ретрактом объемлющего пространства.
Аналогичные рассуждения показывают, что множество конфигураций, расположенных в форме правильного многоугольника, является деформационным ретрактом конфигурационного пространства {\displaystyle \operatorname {UConf} _{n}(S^{1})}. Это множество гомеоморфно окружности, и тем самым, конфигурационное пространство гомотопически эквивалентно окружности.

### Пары точек на сферах

Модель тора в квадрате с парой отождествлённых противоположных сторон

Пространство является тотальным пространством одномерного векторного расслоения над окружностью (или, что то же самое, над проективной прямой) и гомеоморфно внутренности ленты Мёбиуса

Конфигурационное пространство {\displaystyle \operatorname {Conf} _{2}(S^{1})} пар различных точек на окружности {\displaystyle S^{1}} совпадает с дополнением простой замкнутой кривой {\displaystyle \{(x,x)\mid x\in S^{1}\}} до тора {\displaystyle S^{1}\times S^{1}}.
Имеется также следующая наглядная кодировка элементов {\displaystyle (x,y)} пространства {\displaystyle \operatorname {Conf} _{2}(S^{1})}. Для {\displaystyle x\in S^{1}} стереографическая проекция осуществляет гомеоморфизм {\displaystyle S^{1}\backslash \{x\}\cong \mathbb {R} }. Точнее, в случае окружности возможно сопоставить точке {\displaystyle y\in S^{1}\backslash \{x\}} координату на дуге {\displaystyle S^{1}\backslash \{x\}}, проложенной в положительном направлении окружности. Данная кодировка непрерывна и устанавливает гомеоморфизм
{\displaystyle \operatorname {Conf} _{2}(S^{2})\cong S^{1}\times \mathbb {R} }
конфигурационного пространства пар различных точек на окружности с бесконечным цилиндром.
Данный подход частично обобщается на произвольную сферу {\displaystyle S^{m}}. Для {\displaystyle x\in S^{m}} стереографическая проекция осуществляет гомеоморфизм {\displaystyle S^{m}\backslash \{x\}\cong \mathbb {R} ^{m}}. Однако в общем случае может не быть естественного способа сопоставить подобную координату каждой точке {\displaystyle y\in S^{m}\backslash \{x\}} так, чтобы кодировка осуществляла гомеоморфизм пространств {\displaystyle \operatorname {Conf} _{2}(S^{m})} и {\displaystyle S^{m}\times \mathbb {R} ^{m}}. В действительности, она осуществляет гомеоморфизм
{\displaystyle \operatorname {Conf} _{2}(S^{m})\cong TS^{m}}
между конфигурационным пространством пар различных точек на сфере {\displaystyle S^{m}} и его касательным пространством {\displaystyle TS^{m}} сферы {\displaystyle S^{m}}. Кроме того, отображение
{\displaystyle S^{m}\to \operatorname {Conf} _{2}(S^{m})},
заданное формулой {\displaystyle x\to (x,-x)}, является гомотопической эквивалентностью. Препятствием к гомеоморфности пространств {\displaystyle \operatorname {Conf} _{2}(S^{m})} и {\displaystyle S^{m}\times \mathbb {R} ^{m}} является непараллелизуемость сферы {\displaystyle S^{m}}, имеющая место при {\displaystyle m\neq 1,3,7}.
Конфигурационное пространство {\displaystyle \operatorname {UConf} _{2}(S^{1})} двухэлементных подмножеств окружности {\displaystyle S^{1}} может быть получено из пространства {\displaystyle \operatorname {Conf} _{2}(S^{1})} следующим образом. Представим тор {\displaystyle S^{1}\times S^{1}} в виде факторпространства квадрата {\displaystyle [0,1]\times [0,1]} по отношению {\displaystyle (0,y)\sim (1,y)} и {\displaystyle (x,0)\sim (x,1)}, где {\displaystyle x,y\in [0,1]}. Тогда пространство {\displaystyle \operatorname {Conf} _{2}(S^{1})} получается из данного факторпространства удалением диагонали {\displaystyle \{(x,x)|x\in [0,1]\}}. Чтобы получить искомое пространство {\displaystyle \operatorname {UConf} _{2}(S^{1})}, требуется отождествить точки полученного пространства, симметричные относительно данной диагонали: {\displaystyle (x,y)\sim (y,x)}. Подобное отождествление равносильно представлению пространства {\displaystyle \operatorname {UConf} _{2}(S^{1})} в виде факторпространства прямоугольного треугольника с вырезанной гипотенузой
{\displaystyle \{(x,y)\mid x\in [0,1],\,y\in [0,x)\}}
по отношению {\displaystyle (0,x)\sim (1,x)}, где {\displaystyle x\in [0,1]}. Такое факторпространство гомеоморфно внутренности ленты Мёбиуса.
В общем случае сферы {\displaystyle S^{m}} конфигурационное пространство {\displaystyle \operatorname {UConf} _{2}(S^{m})} допускает следующее описание.
Подмножество этого пространства, состоящее из элементов вида {\displaystyle \{x,-x\}}, где {\displaystyle x\in S^{m}}, гомеоморфно вещественному проективному пространству {\displaystyle \mathbb {R} P^{m}}: паре диаметрально противоположных точек на {\displaystyle S^{m}} соответствует прямая в {\displaystyle \mathbb {R} ^{m+1}}. Данное подмножество является деформационным ретрактом объемлющего пространства {\displaystyle \operatorname {UConf} _{2}(S^{m})}: каждая неантиподальная пара {\displaystyle \{x,y\}} может быть равномерно деформирована в антиподальную путём расталкивания точек {\displaystyle x} и {\displaystyle y} вдоль единственной содержащей их большой окружности сферы {\displaystyle S^{m}}.
Например, в случае {\displaystyle m=1} искомое проективное пространство {\displaystyle \mathbb {R} P^{1}} вкладывается посредством вышеописанного гомеоморфизма во внутренность ленты Мёбиуса в виде её сердцевины (или средней окружности), а деформационная ретракция стягивает каждый перпендикулярный сердцевине интервал ленты Мёбиуса в точку.
Само пространство {\displaystyle \operatorname {UConf} _{2}(S^{m})} гомеоморфно тотальному пространству {\displaystyle m}-мерного векторного расслоения {\displaystyle \gamma ^{\bot }} над {\displaystyle \mathbb {R} P^{m}}, где символ {\displaystyle \gamma \subset \mathbb {R} ^{m+1}} обозначает одномерное тавтологическое расслоение над {\displaystyle \mathbb {R} P^{m}}, а символ {\displaystyle \gamma ^{\bot }} — его ортогональное дополнение.

### Тройки точек на сферах
Конфигурационное пространство {\displaystyle \operatorname {Conf} _{3}(S^{2})} допускает следующее описание.
Отождествим сферу {\displaystyle S^{2}} с комплексным проективным пространством размерности один, то есть со сферой Римана {\displaystyle \mathbb {C} P^{1}}. Тогда для любой тройки {\displaystyle (a,b,c)\in \operatorname {Conf} _{3}(\mathbb {C} P^{1})} отображение
{\displaystyle f\mapsto (f(a),f(b),f(c))}
устанавливает гомеоморфизм
{\displaystyle {\rm {PGL}}_{2}(\mathbb {C} )\cong \operatorname {Conf} _{3}(\operatorname {Conf} _{3}(\mathbb {C} P^{1}))}
между проективной группой преобразований Мёбиуса и конфигурационным пространством троек различных точек сферы. В общем случае {\displaystyle n\geq 3} для любой тройки {\displaystyle (a,b,c)\in \operatorname {Conf} _{3}(S^{2})} отображение
{\displaystyle (f,x_{1},\ldots ,x_{n-3})\mapsto (f(a),f(b),f(c),f(x_{1}),f(x_{2}),\ldots ,f(x_{n-3}))}
устанавливает гомеоморфизм
{\displaystyle {\rm {PGL}}_{2}(\mathbb {C} )\times \operatorname {Conf} _{n-3}(S^{3}\backslash \{a,b,c\})\cong \operatorname {Conf} _{n}(S^{2})}.
Проективная специальная унитарная группа {\displaystyle {\rm {PSU}}_{2}(\mathbb {C} )} является максимальной компактной подгруппой группы {\displaystyle {\rm {PGL}}_{2}(\mathbb {C} )} и, следовательно, её деформационным ретрактом. Поскольку она гомеоморфна специальной ортогональной группе {\displaystyle {\rm {SO}}_{3}(\mathbb {R} )} и гомеоморфна трёхмерному вещественному проективному пространству {\displaystyle \mathbb {R} P^{3}}, можно заключить, что конфигурационное пространство {\displaystyle \operatorname {Conf} _{3}(S^{2})} гомотопически эквивалентно данным пространствам.
Последняя гомотопическая эквивалентность следующим образом обобщается на произвольную сферу {\displaystyle S^{m}}.
Отображение
{\displaystyle (p,v)\mapsto (p,{\rm {exp}}(v),{\rm {exp}}(-v))}
задаёт вложение
{\displaystyle UTS^{m}\to \operatorname {Conf} _{3}(S^{m})}
пространства единичных касательных векторов сферы {\displaystyle S^{m}} в конфигурационное пространство, где символ
{\displaystyle {\rm {exp}}\colon TS^{m}\to S^{m}}
обозначает экспоненциальное отображение. Образ этого вложения является деформационным ретрактом пространства {\displaystyle \operatorname {Conf} _{3}(S^{m})}. Пространство {\displaystyle UTS^{m}} гомеоморфно многообразию Штифеля {\displaystyle V_{2}(\mathbb {R} ^{m+1})} ортонормированных {\displaystyle 2}-реперов в {\displaystyle \mathbb {R} ^{m+1}}. В случае {\displaystyle m=2} имеется гомеоморфизм {\displaystyle V_{2}(\mathbb {R} ^{3})\cong {\rm {SO}}_{3}(\mathbb {R} )}.

## Роль в теории кос

Петли в конфигурационном пространстве представляют собой геометрические косы из нитей.

Конфигурационные пространства представляют собой естественную среду для изучения и развития теории кос. Связь с косами состоит в следующем.
Пусть {\displaystyle s_{1},s_{2},\ldots ,s_{n}\colon [0,1]\to M} — совокупность из {\displaystyle n} путей попарно различных в каждый момент времени точек в пространстве {\displaystyle M}, то есть путей, для которых выполняются условия {\displaystyle s_{i}(t)\neq s_{j}(t)} при всех {\displaystyle i\neq j} и {\displaystyle t\in [0,1]}. Такая совокупность естественным образом задаёт путь в каждом из конфигурационных пространств {\displaystyle \operatorname {Conf} _{n}(M)} и {\displaystyle \operatorname {UConf} _{n}(M)}, или, иными словами, непрерывное семейство конфигураций точек в {\displaystyle M}. Заданный так путь замкнут, то есть является петлей, если его конечная конфигурация совпадает с начальной. В случае пространства {\displaystyle \operatorname {Conf} _{n}(M)} это означает равенство точек {\displaystyle s_{k}(1)=s_{k}(0)} для всех {\displaystyle k\in \{1,2,\ldots ,n\}}, а в случае пространства {\displaystyle \operatorname {UConf} _{n}(M)} — равенство множеств
{\displaystyle \{s_{1}(1),\ldots ,s_{n}(1)\}=\{s_{1}(0),\ldots ,s_{n}(0)\}}.
Пусть теперь {\displaystyle M=\mathbb {R} ^{2}}. Если подобная совокупность путей {\displaystyle s_{1},\ldots ,s_{n}} задаёт петлю в пространстве {\displaystyle \operatorname {UConf} _{n}(\mathbb {R} ^{2})}, то она определяет набор кривых
{\displaystyle [0,1]\times \{1,2,\ldots ,n\}\to \mathbb {R} ^{2}\times [0,1]},
заданный формулой {\displaystyle (t,k)\mapsto (s_{k}(t),t)}, который представляет собой геометрическую косу из {\displaystyle n} нитей. А если пути задают петлю в пространстве {\displaystyle \operatorname {Conf} _{n}(\mathbb {R} ^{2})}, то полученная коса является крашеной, то есть конец каждой её нити находится на том же уровне, что и начало.
В действительности фундаментальная группа конфигурационного пространства {\displaystyle \operatorname {UConf} _{n}(X)} неупорядоченных наборов {\displaystyle n} различных точек изоморфна группе кос {\displaystyle B_{n}}, а фундаментальная группа конфигурационного пространства {\displaystyle \operatorname {Conf} _{n}(X)} упорядоченных наборов {\displaystyle n} различных точек изоморфна группе крашеных кос {\displaystyle P_{n}}.

### Группа кос топологического пространства
Группой кос и группой крашеных кос из {\displaystyle n} нитей топологического пространства {\displaystyle M} называются, соответственно, группы
{\displaystyle B_{n}(M):=\pi _{1}(\operatorname {UConf} _{n}(M))} и
{\displaystyle P_{n}(M):=\pi _{1}(\operatorname {Conf} _{n}(M))}.
Например, так как
{\displaystyle \operatorname {UConf} _{1}(M)=\operatorname {Conf} _{1}(M)=M},
имеются равенства
{\displaystyle B_{1}(M)=P_{1}(M)=\pi _{1}(M)}.
Иными словами, группы кос обобщают фундаментальную группу. Кроме того, группы кос поверхностей тесно связаны с их группами классов отображений.
Каждому элементу {\displaystyle \beta \in B_{n}(X)} можно сопоставить элемент симметрической группы, а именно, перестановку {\displaystyle \tau (\beta )\in S_{n}} компонент соответствующего упорядоченного кортежа. Иными словами, эта перестановка определяется листом, содержащем конец поднятия петли {\displaystyle \beta } относительно накрытия
{\displaystyle \pi \colon \operatorname {Conf} _{n}(X)\to \operatorname {UConf} _{n}(X)}.
Функция {\displaystyle \tau } является гомоморфизмом и задаёт короткую точную последовательность
{\displaystyle 1\to P_{n}(X)\to B_{n}(X)\to S_{n}\to 1}.

## Приложения

### Электростатическое отображение
Конфигурационные пространства {\displaystyle \operatorname {UConf} _{n}(\mathbb {R} ^{m})} могут быть использованы для гомотопической аппроксимации пространства {\displaystyle {\rm {Maps}}^{\ast }(S^{m},S^{m})} сохраняющих отмеченные точки непрерывных отображений сферы {\displaystyle S^{m}} в себя, рассматриваемого с компактно-открытой топологией. Интерес к изучению гомотопического типа данного пространства вызван тем, что, согласно двойственности Экманна — Хилтона, оно гомеоморфно следующему итерированному пространству петель:
{\displaystyle {\rm {Maps}}^{\ast }(S^{m},S^{m})\cong \Omega ^{m}S^{m}}.
Таким образом, его гомотопические группы изоморфны гомотопическим группам сферы {\displaystyle S^{m}}:
{\displaystyle \pi _{k}({\rm {Maps}}^{\ast }(S^{m},S^{m}))\cong \pi _{k}(\Omega ^{m}S^{m})\cong \pi _{k+m}(S^{m})}.
Классический подход к аппроксимации состоит в следующем.

Линии векторного поля, заданного двумя одинаковыми зарядами одного знака на плоскости.

Сопоставим каждому конечному подмножеству {\displaystyle \{x_{1},x_{2},\ldots ,x_{n}\}\subset \mathbb {R} ^{m}} из {\displaystyle n} элементов следующее непрерывное отображение из сферы {\displaystyle S^{m}} в себя.
Пусть {\displaystyle \mathbb {R} ^{m}\backslash \{x_{1},\ldots ,x_{n}\}\to \mathbb {R} ^{m}} — векторное поле, представляющее собой электрическое поле, полученное путём размещения положительно заряженной частицы в каждую точку {\displaystyle x_{i}}. Данное векторное поле можно доопределить до непрерывного отображения
{\displaystyle \mathbb {R} ^{m}\cup \{\infty \}\to \mathbb {R} ^{m}\cup \{\infty \}}
одноточечных компактификаций правилами {\displaystyle \infty \mapsto 0} и {\displaystyle x_{i}\mapsto \infty }, где {\displaystyle i\in \{1,2,\ldots ,n\}}. Композиция с гомеоморфизмом {\displaystyle \mathbb {R} ^{m}\cup \{\infty \}\cong S^{m}} задаёт искомое непрерывное отображение из сферы {\displaystyle S^{m}} в себя. Его степень равна {\displaystyle n}.
Таким образом заданное сопоставление определяет непрерывное отображение
{\displaystyle e\colon \operatorname {UConf} _{n}(\mathbb {R} ^{m})\to {\rm {Maps}}_{n}^{\ast }(S^{m},S^{m})}
из конфигурационного пространства неупорядоченных наборов {\displaystyle n} различных точек в подпространство пространства непрерывных отображений {\displaystyle S^{m}\to S^{m}}, состоящее из отображений степени {\displaystyle n}, переводящих отмеченную точку {\displaystyle \infty } слева в отмеченную точку {\displaystyle 0} справа. Оно называется электростатическим отображением и задаёт отображение
{\displaystyle \operatorname {UConf} _{<\infty }(\mathbb {R} ^{m})\to {\rm {Maps}}^{\ast }(S^{m},S^{m})}
из конфигурационного пространства конечных подмножеств.
Электростатическое отображение используется для гомотопической аппроксимации пространства {\displaystyle {\rm {Maps}}^{\ast }(S^{m},S^{m})}. Например, в простейшем случае {\displaystyle m=1} оно является слабой гомотопической эквивалентностью. Точнее, каждая компонента {\displaystyle {\rm {Maps}}_{n}(S^{1},S^{1})} пространства {\displaystyle {\rm {Maps}}(S^{1},S^{1})} стягиваема: множество отображений вида {\displaystyle z\mapsto z^{n}}, где {\displaystyle n\in \mathbb {Z} }, является его деформационным ретрактом. Пространство {\displaystyle \operatorname {UConf} _{n}(\mathbb {R} ^{1})} также стягиваемо и гомеоморфно внутренности симплекса размерности {\displaystyle n}.
В общем случае отображение {\displaystyle e} индуцирует изоморфизм
{\displaystyle e_{*}\colon H_{p}(\operatorname {UConf} _{n}(\mathbb {R} ^{m});\mathbb {Z} )\to H_{p}({\rm {Maps}}_{n}^{\ast }(S^{m},S^{m});\mathbb {Z} )}
групп гомологий в размерности {\displaystyle p\leq n/2}.
В случае {\displaystyle m=2} данный результат свидетельствует о связи между гомотопическими свойствами конфигурационных пространств {\displaystyle \operatorname {UConf} _{n}(\mathbb {R} ^{2})} и пространства {\displaystyle {\rm {Maps}}(S^{2},S^{2})}. Например, он предоставляет подход к вычислению группы
{\displaystyle \pi _{k}({\rm {Maps}}^{\ast }(S^{2},S^{2}))\cong \pi _{k+2}(S^{2})}.
Поскольку пространство {\displaystyle \operatorname {UConf} _{n}(\mathbb {R} ^{2})} является асферическим, все его гомотопические свойства могут быть описаны в терминах его фундаментальной группы, изоморфной группе кос. Данный факт является косвенным подтверждением известной связи между группами кос и гомотопическими группами двумерной сферы.

## Вариации и обобщения
Вышеописанные конструкции допускают следующее обобщение. Пусть {\displaystyle S} и {\displaystyle M} — топологические пространства. Пространство конфигураций {\displaystyle S} в {\displaystyle M} — это множество {\displaystyle \operatorname {Conf} _{S}(M)} всех топологических вложений пространства {\displaystyle S} в пространство {\displaystyle M}. Данное подмножество множества всех непрерывных отображений из {\displaystyle S} в {\displaystyle M} рассматривается с топологией, индуцированной с компактно-открытой топологии.
Если {\displaystyle S} является конечным множеством мощности {\displaystyle n} с дискретной топологией, то пространство {\displaystyle \operatorname {Conf} _{S}(M)} гомеоморфно пространству {\displaystyle \operatorname {Conf} _{n}(M)}.
Аналогично можно определить обобщение {\displaystyle \operatorname {UConf} _{S}(M)} пространства {\displaystyle \operatorname {UConf} _{n}(M)}.